# Pustachowa
Pustachowa – dzielnica w południowej części Gniezna przy drodze krajowej nr 15 (ulica Wrzesińska), około 3000 mieszkańców. Rada Osiedla nr VI - Pustachowa. Od północy dzielnica graniczy z dzielnicą Osiedle Grunwaldzkie, od wschodu z dzielnicą Pławnik, od południa ze wsiami Gębarzewo i Cielimowo, od zachodu z dzielnicami Dalki i Kokoszki.
W północnej części osiedla zabudowa willowa z lat 70 i 80 XX wieku, w południowej powstają nowe osiedla jednorodzinne. Obiektem sakralnym jest kościół pw. Matki Bożej Miłosierdzia, wybudowany w latach 2006-2017. Osią dzielnicy jest ulica Pustachowska, przy której znajduje się pętla autobusowa autobusów linii 3, 4, 11 i 17. Osiedle Pustachowa zostało uznane za najbezpieczniejsze osiedle w Gnieźnie.
W dzielnicy znajduje się zarastające jezioro Zacisze.